# Henry Cavendish
Henry Cavendish (Nizza, 1731. október 10. – London, 1810. február 24.) angol fizikus és kémikus, a Royal Society tagja. A levegőből leválasztott és sűrűségméréssel azonosított több gázt, egyebek között a hidrogént, amiről ő ismerte fel, hogy önálló elem. 1783-ban (James Watt-tal egyidőben, tőle függetlenül) felismerte, hogy a víz nem elem, hanem a hidrogén égésterméke. Felismerte, hogy a levegő oxigén és nitrogén keveréke, amiben mintegy egy százaléknyi inert gáz is található. A fizikai kémiában főleg a fázisátmenetek foglalkoztatták; megalkotta a látens olvadás- és párolgáshő fogalmát. Érzékeny torziós mérleg segítségével (amit később Eötvös Loránd fejlesztett tovább) igazolta Newton gravitációs törvényét, és meghatározta (1798-ban) a gravitációs állandót.

## Élete
Anglia két leggazdagabb és legbefolyásosabb arisztokrata családjából származott. Apai nagyapja Devonshire második hercege volt, anyja pedig (Anne de Grey) Kent hercegének a leánya. A család nyolc évszázadra visszamenőleg, egészen a normannok koráig vezette vissza a családfáját. A család mindkét ága érdeklődött a természettudományok iránt. Apja egy ideig parlamenti képviselő volt, 37 évesen azonban visszavonult a politikától, hogy szenvedélyének, a tudománynak hódolhasson.
Charles Cavendish 1729-ben vette feleségül Anne de Greyt. A fiatalasszonyon hamar megmutatkoztak a tüdőbaj előjelei, azért a házaspár hosszabb időt töltött Nizzában. Ott született első fiuk, Henry, 1731. október 10-én. 1733 nyarán még egy fiuk született, ősszel azonban az anya meghalt. Charles Cavendish soha nem nősült meg újra, Henry Cavendishnek pedig gyakorlatilag soha többé nem volt édesanyja, ami talán segít megmagyarázni néhány szokatlan, felnőttkori tulajdonságát. 1738-ban Charles Cavendish eladta vidéki birtokát és két fiával együtt Londonban telepedett le.
A fiúk először Hackneyben egy magániskolába jártak, majd a cambridge-i Peterhouse-ban folytatták tanulmányaikat. Henry 1749 novemberében, 18 éves korában ment Cambridge-be, ahol három évet és három hónapot töltött. Az iskolát diploma megszerzése nélkül hagyta el.
Henry Cavendisht egész egyszerűen nem érdekelte a politika, a tudomány viszont minden figyelmét lekötötte. Miután a két fivér együtt bejárta a nagy európai körutazás szokásos útvonalát, Henry a család londoni házában telepedett le és életét a tudománynak szentelte, eleinte apjával közösen dolgozva. A félszeg Henry tudományos összejöveteleken kívül sehová nem járt el. A nyári hónapokban azonban gyakran utazott kocsival mindenfelé Nagy-Britanniában, miközben tudományos vizsgálatokat végzett (a geológia iránt is érdeklődött), és felkeresett más tudósokat. Társadalmi élete kizárólag a tudomány körül zajlott. Henry először 1758-ban, apja vendégeként vett részt a Royal Society ülésén. Saját jogán 1760-ban választották taggá, majd még ugyanazon évben a társaság klubjának is tagja lett.
Az ezt követő három évtizedben elsősorban kémiai kísérleteket végzett, eltekintve egy rövid kitérőtől az elektromosság világába. Elektromos felfedezései eredményeit azonban nem publikálta, így azok feledésbe merültek. Az 1790-es években gravitációs mérésekkel foglalkozott, és elérte legjelentősebb tudományos eredményét, nagy pontossággal meghatározta a gravitációs állandót és a Föld tömegét.
A 19. század első évtizedében Cavendish folytatta tudományos kísérleteit (bár azokból további, említésre érdemes eredmény már nem született), eljárt a Royal Society klubjába, és részt vett a tudományos összejöveteleken (a Royal Institution egyik első tagja volt, ahol a vezetőségbe is beválasztották, és ahol élénken érdeklődött Humphry Davy munkája iránt). Rövid betegség után otthonában, csendesen elhunyt, 1810. február 24-én. A családi kriptában temették el Derbyben, a Mindenszentek templomában (ma Derby katedrálisa).

## Kémiai kísérletei

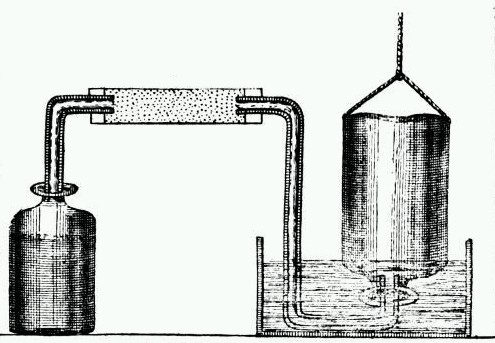
Cavendish berendezése, mellyel kísérleteihez szükséges hidrogént állította elő.

Első kémiai kísérleteit, 1764 körül végezte, egyebek között az arzén tulajdonságait vizsgálta. E kísérletei eredményeit azonban egyáltalán nem publikálta. Feljegyzései tanúsága szerint már abban az időben kidolgozta az arzénsav előállításának a módszerét, amit tőle függetlenül Carl Wilhelm Scheele csak 1775-ben fedezett fel (a felfedezést a kémia története Scheelének tulajdonítja, teljes joggal).
Cavendish csak 1766-ban szánta rá magát arra, hogy publikáljon valamit (a Philosophical Transactions-ben), cikkei azonnal nagy feltűnést keltettek. Cavendish négy, egymáshoz kapcsolódó cikkében különböző gázokkal folytatott kísérleteiről számolt be. Legnagyobb jelentőségű felfedezése szerint a fémek savakkal történő reakciója során felszabaduló gáz önálló tulajdonságokkal rendelkező anyag, amely különbözik az általunk belélegzett levegőtől. Ez a gáz a hidrogén (Cavendish „gyúlékony levegőnek” nevezte). Számos, gondosan megtervezett és kivitelezett, kvantitatív próbát hajtott végre, összehasonlította azokat a robbanásokat, amelyeket a hidrogén és a közönséges levegő különböző arányú keverékei meggyújtása esetén tapasztalt, valamint meghatározta a hidrogén sűrűségét. Úgy gondolta, hogy ezt a gázt a reakcióban részt vevő fémek bocsátják ki magukból (ma már tudjuk, hogy a hidrogén nem a fémből, hanem a savból szabadul fel), és a gázt a flogisztonnal azonosította, vagyis Cavendish számára a hidrogén maga volt a flogiszton.
Megvizsgálta a Priestley-féle „megkötött levegő” (a szén-dioxid) tulajdonságait. 1767-ben az ásványvíz kémiai összetételére vonatkozó tanulmányt jelentetett meg. Ezt követően érdeklődése az elektromosság felé fordult.
Az 1780-as évek elején Cavendish visszatért a gázok vizsgálatához. Munkája eredményeit ezúttal is a Philosophical Transactions-ben publikálta. Kísérletei során hidrogént használt. Lezárt üveg- vagy rézedényben elektromos szikra segítségével hidrogén és oxigén keverékét robbantotta fel. A légmentesen lezárt edényben a robbanás előtt és után mindennek pontosan meg tudták mérni a mennyiségét. Cavendish lényegében bebizonyította, hogy a robbanásban keletkező víz tömege azonos a robbanás előtt az edénybe vezetett oxigén és hidrogén együttes tömegével, bár ezt ő így nem mondta ki.
Később a hidrogén és a levegő különböző arányú keverékeit robbantotta fel. Megállapította, hogy ha elegendő mennyiségű hidrogén volt jelen, akkor a közönséges levegőnek mindig pontosan ugyanakkora része veszett el, és robbanás nyomán keletkező folyadék tiszta víz. Korábbi kísérleteiben már megállapította, hogy a közönséges levegő térfogatának 20,8 százaléka a ma oxigénnek nevezett összetevő. Eszerint tehát a hidrogén és az oxigén térfogatának ahhoz szükséges aránya, hogy a gázkeverék teljes egészében vízzé alakuljon, számításai szerint 423:208, ami 2% hibahatáron belül megfelel a ma ismert (2:1) pontos aránynak. Ezzel Cavendish megállapította, hogy a víz kémiai értelemben nem elem.
Egy 1785-ben megjelent cikkében beszámol arról a kísérletéről, amelyben hosszabb időn keresztül nitrogént és oxigént buborékoltatott át lúgon. A reakciókban különféle nitrogén-oxidok keletkeztek, de mindig ott maradt egy kicsiny az oxigén mennyiségének 1/120-ad részét kitevő gázbuborék. Száz évvel később William Ramsay és Lord Rayleigh megvizsgálták Cavendish rejtélyes buborékjait, és 1894-ben felfedezték az argont, amelyik csak nyomokban (0,93%-ban, vagyis 1/107 részben) van jelen a légkörben. (Felfedezésükért 1904-ben kémiai, illetve fizikai Nobel-díjat kaptak.)

## Elektromos kísérletei
Az 1760-as évek végén valószínűleg Priestley History of Electricity című munkájának hatására érdeklődése az elektromosság felé fordult. A Philosophical Transactions-ben elméleti modellt publikált, mely szerint az elektromosság is valamilyen folyadék („An Attempt to Explain Some of the Principal Phaenomena of Electricity, by means of an Elastic Fluid”). Ezt a cikket azonban a kortárs tudomány teljes mértékben figyelmen kívül hagyta. Noha Cavendish folytatta elektromos kísérleteit, többé semmit nem publikált ebben a témában.
Több mint egy évszázad elteltével James Clerk Maxwell vizsgálta át Cavendish hagyatékát és bukkant rá felfedezéseire, amelyeket azonban időközben mások is felismertek, így ma az ő nevükhöz kötjük a jelenségeket. Eszerint Cavendish megalkotta az elektromos potenciál fogalmát, bevezette a kapacitás egységét, összefüggést adott meg a síkkondenzátor kapacitására. Megalkotta az anyagok dielektromos állandójának fogalmát. Megállapította az elektromos feszültség és az áramerősség közötti összefüggést (amely ma Ohm törvényeként ismert). Felismerte a párhuzamosan kapcsolt áramköri ágakban folyó áramok erőssége közötti összefüggést (ezt ma Charles Wheatstone nevéhez kötjük). Végül lenyűgözően pontos kísérletek sorozatával (egy vezető gömböt koncentrikusan elhelyezett egy másik, elektromosan töltött, ugyancsak vezető gömb belsejében) megállapította, hogy az elektromos erő ±1% pontossággal a fordított négyzetes erőtörvénynek engedelmeskedik (Coulomb-törvény).

## Gravitációs mérései
Cavendish élete utolsó jelentős kísérletéről leghíresebb publikációjában számolt be. A dolgozatot 1798. június 21-én ismertették a Royal Societyben. Cavendish 67 évesen háza melléképületében megmérte a Föld tömegét.

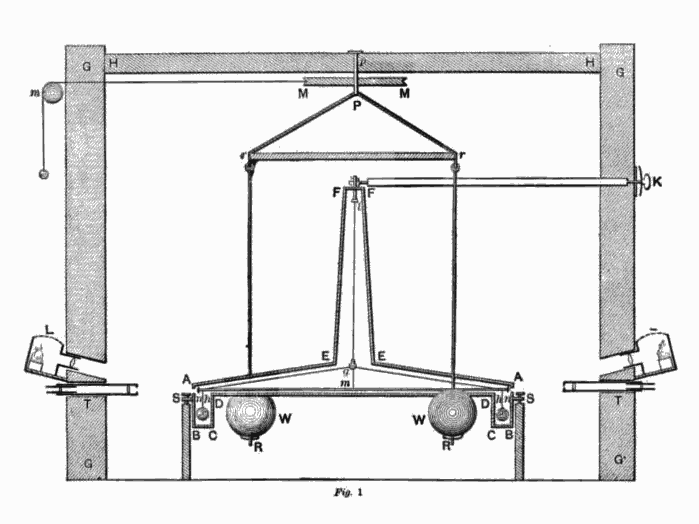
Cavendish torziós ingája

A Cavendish-kísérlet ötlete régi barátjától, John Michelltől származott, aki 1793-ban meghalt, még mielőtt elvégezhette volna a mérést. Michell berendezése végül Cavendishhez került, mert ő volt az egyetlen, aki szóba jöhetett a kísérlet végrehajtására. A kísérlet elvben nagyon egyszerű volt, gyakorlati kivitelezéséhez azonban nagy ügyességre volt szükség, mert hihetetlenül kicsiny erőket kellett megmérni.
A berendezés (amelyet Cavendish legnagyobb részben újjáépített) egy erős és könnyű rudat (1,8 méter hosszú farudat) használt, amelynek mindkét végére kicsiny, körülbelül 5  cm átmérőjű ólomgolyót erősített. A rudat a közepénél egy huzalra függesztette fel. Két sokkal nehezebb, egyenként 160 kg súlyú ólomgolyót úgy függesztett fel, hogy azok a rúd végeire erősített kis golyóktól pontosan ismert távolságba lendülhessenek. Az egész kísérleti eszközt egy fadoboz belsejében helyezte el, így akadályozva meg a légáramlatok zavaró hatását. A nagy súlyok és a kis golyók közötti gravitációs erő következtében a rúd a vízszintes síkban kissé elfordult, mindaddig, amíg a felfüggesztő szálban ébredő torziós feszültség azt éppen kiegyensúlyozta. Az ekkora elfordulás létrehozásához szükséges erő nagyságát úgy mérte meg, hogy eltávolította a nagy súlyokat, és megvizsgálta a vízszintes rúd horizontális ingaként végzett lengését. Az egész kísérleti elrendezést torziós ingának nevezzük.
Mindebből Cavendish megállapította a nagy súlyok és a kis golyók között ébredő gravitációs erő nagyságát. Azt viszont már tudta, hogy a Föld mekkora erővel vonzza a kis golyókat – ez éppen a súlyuk – ezért a két erő arányából ki tudta számítani a Föld tömegét. Az ilyen kísérletek segítségével a gravitációs erő nagysága is meghatározható, mégpedig egy G-vel jelölt és gravitációs állandónak nevezett mennyiség függvényében. Ma a Cavendishéhez hasonló kísérleteket a G mérésére használják. Cavendish azonban nem gondolt erre, és nem mérte meg a G nagyságát, bár ennek az állandónak az értéke a mérési eredményekből következik.
Valójában Cavendish nem a Föld tömegét fejezte ki, hanem a sűrűségét adta meg. 1797-ben nyolc, majd 1798-ban kilenc további mérést hajtott végre. Eredményeit a Philosophical Transactions-ben közölte, a Föld sűrűségét a vízéhez viszonyítva 5,48-szorosnak találta (5,48 g/cm³). Sok évvel később felfedezték, hogy Cavendish apró számolási hibát vétett, és az eredeti adataiból kiindulva a Föld sűrűsége valójában 5,45 g/cm³-nek adódik. A ma elfogadott érték szerint a Föld közepes sűrűsége 5,52 g/cm³, ami alig több mint 1%-kal nagyobb Cavendish korrigált eredményénél.

## Tudományos öröksége
A család mérhetetlen gazdagságának köszönhetően Cavendish abban a helyzetben volt, hogy bármihez volt is kedve, azt elvégezhette, majd válogathatott az eredmények közül, mi az, amit közre szeretne adni. Félszegsége mellett ennek a körülménynek tudható be, hogy egy sor eredményét egyáltalán nem publikálta (elsősorban a fizikában), amelyeket azután a következő évszázadban mások újra felfedeztek (és akiknek a nevét ennek megfelelően, illő módon hozzákapcsolták a felfedezett jelenséghez).
Munkássága roppant szerteágazó és sokrétű volt, és ha eredményeit a kortársai ismerték volna, akkor a fizika egész fejlődésére alapvető hatást gyakorolt volna (elsősorban az elektromosság kutatásának köszönhetően). Publikált munkáiban elsősorban kémiával foglalkozott, ahol kutatásai kevésbé voltak jelentősek. Amikor Cavendish kémiai kísérleteit elvégezte, a vegyészek még nagyon messze jártak az égés folyamatának megértésétől. Cavendish, sok más kortársához hasonlóan úgy gondolta, hogy az égés folyamata flogisztont ad hozzá a levegőhöz, nem pedig oxigént von ki a levegőből.

## Érdekességek
Cavendish betegesen szégyenlős volt. Sosem beszélt egyszerre több ember előtt. Női alkalmazottaival kizárólag írásban kommunikált, ha valamelyikük az útjába került, azonnal elbocsátotta. Házába külön bejáratot építtetett, hogy úgy távozhasson, hogy senkivel ne kelljen érintkeznie. Egyedül, magányosan halt meg.
Amikor apja 1783-ban elhunyt, ez egész családi vagyont Henry örökölte. Ezt követően őt tartották a „gazdagok között a legokosabbnak és az okosok között a leggazdagabbnak”.
Emlékére alapította egy oldalági leszármazottja, és a családi vagyon örököse, William Cavendish (aki 30 éven át az Egyetem rektora volt) 1871-ben a Cambridge-i Egyetemen a Cavendish Laboratóriumot.